# Martine Buron
Martine Buron (ur. 12 stycznia 1944 w Neuilly-sur-Seine) – francuska polityk i architektka, posłanka do Parlamentu Europejskiego II i III kadencji.

## Życiorys
Córka polityka Roberta Burona. Z wykształcenia architekt, kształciła się także w zakresie anglistyki. Pracowała jako urbanistka w biurach architektonicznych w Paryżu i Nantes. Zaangażowała się w działalność polityczną w ramach Partii Socjalistycznej, zasiadała w jej egzekutywie, a od 1981 pełniła funkcję sekretarza PS do spraw kobiet. Od 1983 zasiadała w radzie miejskiej Châteaubriant, od 1989 do 2001 pełniąc funkcję mera miasta. Od 1986 do 1988 wchodziła też w skład rady Kraju Loary. W lipcu 1988 objęła mandat posłanki do Parlamentu Europejskiego w miejsce Jeana-Paula Bachy, w 1989 została wybrana na kolejną kadencję PE. Należała do frakcji socjalistycznej. Od 2002 do 2004 pozostawała sekretarzem generalnym Komitetu Regionów. W kolejnych latach kierowała także stowarzyszeniem wspierającym kraje rozwijające się oraz komitetami wspierającymi zatrudnienie i przedsiębiorców. W 2011 stanęła na czele unijnego biura informacyjnego Maison de l'Europe w Nantes, w latach 2017–2021 kierowała federacją tych biur FFME.
Zamężna z irańskim dyplomatą Ahmadem Ajdarim; ma dwóch synów.